# Balatonszárszó
Balatonszárszó là một làng thuộc hạt Somogy, Hungary. Làng này có diện tích 30,13 km², dân số năm 2010 là 1899 người, mật độ 63 người/km².